# Ciosny (województwo mazowieckie)
Ciosny – wieś w Polsce położona w województwie mazowieckim, w powiecie siedleckim, w gminie Wiśniew, 2,5 km na wschód od Wiśniewa. Ma status sołectwa.
| SIMC    | Nazwa   | Rodzaj     |
| ------- | ------- | ---------- |
| 0694422 | Baranek | przysiółek |

Wierni Kościoła rzymskokatolickiego należą do parafii Najświętszego Serca Jezusowego w Wiśniewie.
W latach 1975–1998 miejscowość administracyjnie należała do województwa siedleckiego.
Przez wieś przebiega droga powiatowa z Wiśniewa do Starych Oknin i Oknin-Podzdroju.